# Шоптыкольский сельский округ (Северо-Казахстанская область)
Шоптыкольский сельский округ (каз. Шөптікөл ауылдық округі) — административная единица в составе района имени Габита Мусрепова Северо-Казахстанской области Казахстана. Административный центр — село Шоптыколь.
Население — 1514 человек (2009, 2674 в 1999, 4113 в 1989).

## История
Сельский совет образован 17 января 1928 года. До 5 августа 1967 года назывался Чапаевским сельским советом. До 27 июня 1989 года назывался Ждановским сельским советом. До 24 декабря 1993 года назывался Шоптыкольским сельским советом, село Шоптыколь тогда состояло из двух отдельных населенных пунктов — села Жданово и Шоптыколь. 24 декабря 1993 года решением главы Кокчетавской областной администрации образован Шоптыкольский сельский округ.
В состав сельского округа вошла часть территории ликвидированного Жаркольского сельского совета (сёла Жарколь, Большой Талсай). Село Малый Талсай было ликвидировано. В 2010 году в состав округа вошла территория ликвидированного Приишимского сельского округа.

## Состав
В состав округа входят такие населенные пункты:
| Населенный пункт     | Население, человек (1989) | Население, человек (1999) | Население, человек (2009) |
| -------------------- | ------------------------- | ------------------------- | ------------------------- |
| Большой Талсай, село | 203                       | 73                        | 18                        |
| Жарколь, село        | 907                       | 684                       | 201                       |
| Конырсу, село        | 388                       | 183                       | 50                        |
| Малый Талсай, село   | 13                        | -                         | -                         |
| Новомихайловка, село | 270                       | 207                       | -                         |
| Разгульное, село     | 728                       | 725                       | 468                       |
| Шоптыколь, село      | 1604                      | 802                       | 777                       |